# Серафімов Сергій Савич
Сергій Савич Серафимов (14 жовтня 1878, Трапезунд, Османська імперія — 21 листопада 1939, Ленінград, РРФСР, СРСР) — російський радянський архітектор. 

## Біографія
У 1901 закінчив Одеське художнє училище і в тому ж році вступив у Вище художнє училище Імператорської Академії мистецтв. 
Дипломну роботу «Державна дума» виконав у 1910 (майстерня А. Померанцева). 
Викладач ПГСХМ — ВХУТЕІНу — ЛВХТІ (колиш. Академії мистецтв); після реорганізації — ІЖСА (з 1934). Проректор з навчальної частини. Професор. 
Похований у Ленінграді на «Літераторських містках» Волківського кладовища.

## Харків
- Будинок Державної промисловості УРСР — Держпром (1925, співавтори: Кравець С. М., Фельгер М. Д.[ru]; інж. Роттерт П. П.; конкурс, 1-а премія; здійснено у 1925—1928);
- Будинок проектних організацій — спочатку Будинок Уряду Української РСР (1927; співавтор Зандберг-Серафимова М. А.; конкурс, 2-а премія);

## Будівлі
- Будинок житловий прибутковий А. Бенігсена на Середньому пр. В.О, д. 51-53, кут 12-ї лінії (1909, планування І. Претро, 1911—1912);
- Головне казначейство на наб. Фонтанки, 70-72 (1912—1915, спільно з Д. Іофаном, за участю С. Корвін-Круковського)

## Нездійснені проекти
- Міністерство торгівлі та промисловості на наб. Макарова, 8 (1912; конкурс, 1-а премія);
- Палац Праці Нарвського району в Петрограді;
- Бібліотека ім. Леніна в Москві (1928, співавтор М. Зандберг-Серафимова; всесоюзний конкурс; 4-а премія);
- Будинок Уряду Білоруської РСР у Мінську (конкурс);
- Будинок Рад Карело-Фінської РСР у Петрозаводську (1934);
- Народний дім у Ризі (до 1930, співавтор М. Зандберг-Серафимова; конкурс);

## Посилання

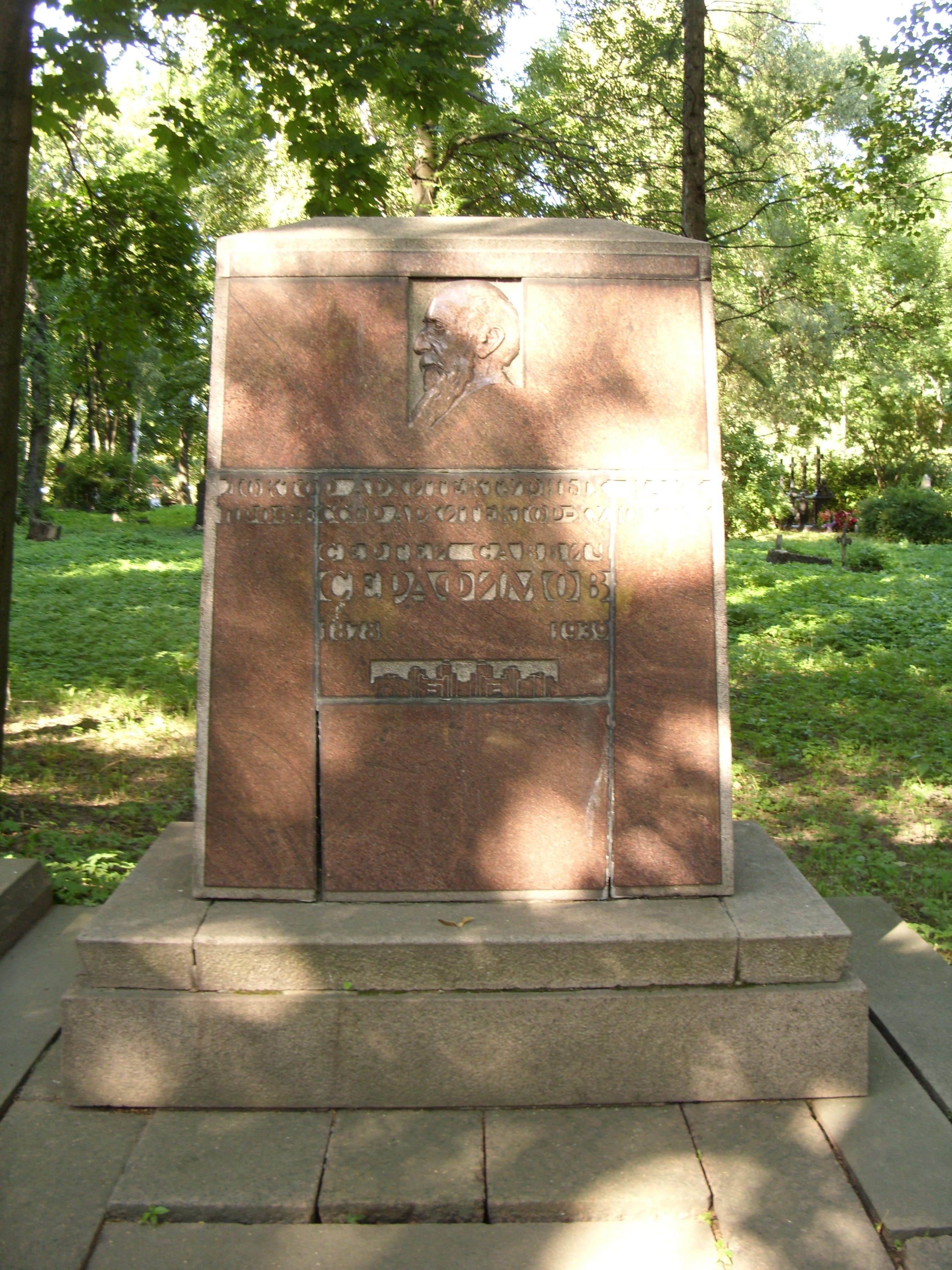
Надгробок на могилі С. Серафимова